# Table des caractères Unicode/U0840
Cette page contient des caractères spéciaux ou non latins. S’ils s’affichent mal (▯, ?, etc.), consultez la page d’aide Unicode.
Table des caractères Unicode U+0840 à U+085F (2 112 à 2 143 en décimal) (écrits de droite à gauche).

## Mandéen(Unicode 6.0)
Caractères utilisés pour l’écriture sémitique avec l’abjad mandéen : lettres de base, diacritiques et signe de ponctuation
Les caractères U+0859 à U+085B sont des signes diacritiques se combinant avec la lettre de base qu’ils suivent ; ils sont combinés ici à des fins de lisibilité avec la lettre mandéenne ar U+0853 (ࡓ).

### Table des caractères
| en fr  | 0 | 1 | 2 | 3 | 4 | 5 | 6 | 7 | 8 | 9 | A | B | C | D | E | F |
| ------ | - | - | - | - | - | - | - | - | - | - | - | - | - | - | - | - |
| U+0840 | ࡀ | ࡁ | ࡂ | ࡃ | ࡄ | ࡅ | ࡆ | ࡇ | ࡈ | ࡉ | ࡊ | ࡋ | ࡌ | ࡍ | ࡎ | ࡏ |
| U+0850 | ࡐ | ࡑ | ࡒ | ࡓ | ࡔ | ࡕ | ࡖ | ࡗ | ࡘ | ࡓ࡙ | ࡓ࡚ | ࡓ࡛ |   |   | ࡞ |   |

### Historique

#### Version initiale Unicode 6.0
C'est la version actuelle, aucun autre ajout n’a eu lieu.